# بووت (تگزاس)
بووت (به انگلیسی: Booth) یک منطقهٔ مسکونی در ایالات متحده آمریکا است که در شهرستان فورت بند، تگزاس واقع شده‌است. بووت ۲۳ متر بالاتر از سطح دریا واقع شده‌است.